# Mavlet Batirov
Mavlet Alavdinovitj Batirov (ryska: Мавлет Алавдинович Батиров), född den 12 december 1983 i Chasavjurt i Dagestanska ASSR i Sovjetunionen (nu Dagestan i Ryssland), är en rysk brottare som tog OS-guld i bantamviktsbrottning i fristilsklassen 2004 i Aten och därefter OS-guld i fjäderviktsbrottning i fristilsklassen 2008 i Peking.
Hans yngre bror Adam Batirov är också brottare.